# Blackjack (musikgrupp)
Blackjack var en amerikansk hårdrocksgrupp som släppte sitt första album 1979, och som var verksamma 1978–1980. Sångaren i bandet, Michael Bolotin blev senare känd under namnet Michael Bolton.

## Medlemmar
- Michael Bolton – sång
- Bruce Kulick – gitarr
- Jimmy Haslip – basgitarr
- Sandy Gennaro – trummor

## Diskografi
Album
- Blackjack (1979)
- Worlds Apart (1980)

Singlar
- "For You" / "Fallin' " (1979)
- "Love Me Tonight" / "Heart of Mine" (1979)
- "Without Your Love" / "Heart of Mine" (1979)
- "My World Is Empty Without You" (1980)

Samlingsalbum
- Hard Finish, Long Playing (1990)
- Anthology (2006)